# Maladera aserrata
Maladera aserrata är en skalbaggsart som beskrevs av Shuhei Nomura och Kobayashi 1979. Maladera aserrata ingår i släktet Maladera och familjen Melolonthidae. Inga underarter finns listade i Catalogue of Life.